# Византијско-персијски рат (421—422)
Византијско-персијски рат (421—422) је оружани сукоб између Византијског царства и Сасанидске Персије. Рат је завршен без територијалних промена.

## Рат
Византијско-персијски рат је започео византијски цар Теодосије II. Као повод му је послужио прогон хришћана од стране персијског владара Бахрама V. Због тога се овај рат негде сматра крсташким ратом. Византинци су у почетку имали извесних успеха, али је провала Хуна под вођством краља Руа натерала Теодосија да већ следеће године закључи мир са Персијом. Успостављене су границе које су постојале пре рата уз гаранцију обе стране на слободу религије у њиховој земљи. Тако је хришћанима призната слобода вероисповести на територији Сасанидске Персије, а зороастријцима на територији Византије.